# Drużyny Ukraińskich Nacjonalistów
Drużyny Ukraińskich Nacjonalistów (w skrócie DUN; niem. Legion Ukrainischer Nationalisten, LUN; ukr. Легіон Українських Націоналістів) – ukraińska propagandowa nazwa dwóch niemieckich oddziałów wojskowych, złożonych z Ukraińców („Nachtigall” i „Roland”), utworzonych przez Abwehrę we współpracy z Wojskowym Ośrodkiem OUN wiosną 1941, na bazie m.in. żołnierzy Legionu Ukraińskiego.

## Działania zbrojne
Miały stać się, według części ukraińskich polityków, zarodkiem armii ukraińskiej. Postawili oni DUN zadanie wkroczenia do Kijowa wraz z Wehrmachtem zaraz po wycofaniu się Armii Czerwonej i zabezpieczenia ogłoszenie aktu odnowienia niepodległości w Kijowie. Po aresztowaniu przez Gestapo rządu Jarosława Stećki Roman Szuchewycz wysłał do Oberkommando der Wehrmacht oświadczenie, że w tej sytuacji oddziały te nie mogą pozostać w składzie armii niemieckiej.
Oddziały w sierpniu 1941 wycofano z frontu, skierowano do Frankfurtu nad Odrą, w październiku 1941 przeformowano w 201 Batalion Schutzmannschaft i w marcu 1942 wysłano do walki przeciw sowieckim partyzantom na Białorusi.
Po zakończeniu rocznego kontraktu w grudniu 1942, wszyscy żołnierze odmówili jego przedłużenia i zostali pod eskortą odesłani do Lwowa. Romanowi Szuchewyczowi udało się uciec z konwoju, reszta żołnierzy została uwolniona we Lwowie. Większość z nich wstąpiła wiosną 1943 do Ukraińskiej Powstańczej Armii.